# Welland (Ontario)
Welland (offiziell City of Welland) ist eine Gemeinde im Südwesten der kanadischen Provinz Ontario. Sie liegt in der Regional Municipality of Niagara und hat den Status einer Lower Tier (untergeordnete Gemeinde).
Der Spitzname Wellands ist The Rose City. Die Einwohner der Stadt werden als Wellanders bezeichnet. Welland verdankt seine Entwicklung der günstigen Lage an dem Schienenweg zwischen Toronto und Buffalo sowie dem Wellandkanal als Wasserweg.
Die Stadt ist bekannt für ihren relativ großen französischsprachigen Bevölkerungsanteil. Welland ist damit eine der wenigen Gemeinden im südwestlichen Ontario, in denen der Anteil der Franko-Ontarier den des Provinzdurchschnitts übersteigt. Bei offiziellen Befragungen gaben rund 10 % der Einwohner an, Französisch als Muttersprache oder Umgangssprache zu verwenden. Obwohl die Provinz Ontario offiziell nicht zweisprachig ist, sind nach dem „French Language Services Act“ die Provinzbehörden verpflichtet, ihre Dienstleistungen in bestimmten Gebieten, dazu gehört auch Welland, auch in französischer Sprache anzubieten. Die Stadt selbst gehört der Association française des municipalités d’Ontario (AFMO) an und fördert die französische Sprachnutzung auch auf Gemeindeebene.
Welland ist zudem einer der Standorte des „Lincoln-und-Welland-Regiments“, eine Einheit der leichten Infanterie, welche Teil der „32 Canadian Brigade Group“ ist und zur Reserve gehört.

## Lage
Die Stadt liegt an der Einmündung des Welland Rivers in den Wellandkanal. Sie liegt am südlichen Ende des Golden Horseshoe, auf der Niagara-Halbinsel zwischen dem Ontariosee im Norden und dem Eriesee im Süden, etwa 80 Kilometer Luftlinie südlich von Toronto bzw. etwa 15 Kilometer Luftlinie westlich der Niagarafälle.

## Geschichte
Ursprünglich Siedlungsgebiet verschiedener Völker der First Nations, hauptsächlich der Anishinaabeg, reicht der europäisch geprägte Teil der Geschichte zurück bis 1788 als das Gebiet von Loyalisten besiedelt wurde, denen die britische Krone hier Land gewährt hatte, um Verluste aus dem Amerikanischen Unabhängigkeitskrieg auszugleichen. Während des folgenden Kriegs von 1812 fand am 19. Oktober 1814 am Rand von Welland das Gefecht bei Cook’s Mills statt. Es war das vorletzte Gefecht dieses Krieges auf kanadischen Boden und die Stätte gilt seit 1921 als National Historic Sites of Canada.
Mit dem Bau des ersten Wellandkanal im Jahr 1833 entwickelte sich die Gemeinde weiter. Verschiedene Gebäude aus dieser Gründungszeit sind noch erhalten und gelten heute als von historischem Wert. Zu diesen Gebäuden gehört zum Beispiel auch das 1855 errichtete „Welland Courthouse“.

## Demografie
Der Zensus im Jahr 2016 ergab für die Gemeinde eine Bevölkerungszahl von 52.293 Einwohnern, nachdem der Zensus im Jahr 2011 für die Gemeinde eine Bevölkerungszahl von nur 50.331 Einwohnern ergeben hatte. Die Bevölkerung hat damit im Vergleich zum letzten Zensus im Jahr 2011 schwächer als der Trend in der Provinz um nur 3,3 % zugenommen, während der Provinzdurchschnitt bei einer Bevölkerungszunahme von 4,6 % lag. Bereits im Zensuszeitraum von 2006 bis 2011 hatte die Einwohnerzahl in der Gemeinde deutlich schwächer als der Trend um nur 0,6 % abgenommen, während sie im Provinzdurchschnitt um 5,7 % zunahm.

## Verkehr
Neben dem Wasserweg wird Welland vom Kings Highway 58, dem Kings Highway 58A und dem Kings Highway 140 durchquert. Ebenfalls führt eine Eisenbahnstrecke der Canadian Pacific Railway führt durch die Gemeinde. Die Eisenbahnstrecke und der Highway 58 unterqueren den Kanal im Townline Tunnel. Außerdem wird Straßenverkehr im Main Street Tunnel unter dem Kanal hindurchgeführt.
Der örtliche Flughafen „Welland/Niagara Central Dorothy Rungeling“ (IATA-Code: ohne, ICAO-Code: ohne, Transport Canada Identifier: CNQ3) liegt westlich der Stadtgrenze und hat drei Start- und Landebahn, von denen die längste asphaltiert ist und eine Länge von 1065 Metern hat.

## Söhne und Töchter der Stadt
- Isabel Hampton Robb (1859–1910), kanadisch-US-amerikanische Krankenschwester und Pflegetheoretikerin
- William Egbert (1857–1936), Politiker und Mediziner
- Franklin Zielski (1941–2021), Ruderer
- Steve Latinovich (* 1947), Eishockeyspieler
- Rick Gulyas (* 1952), Skispringer
- Alison Brooks (* 1962), Architektin
- Yvon Corriveau (* 1967), Eishockeyspieler
- Gernot Leitner (* 1967), österreichischer Volleyballspieler und -funktionär
- Shayne Wright (* 1975), deutsch-kanadischer Eishockeyspieler
- Matt Ellis (* 1981), Eishockeyspieler
- Daniel Paille (* 1984), Eishockeytorwart
- Daniel Girardi (* 1984), Eishockeyspieler
- Jamie Tardif (* 1985), Eishockeystürmer
- Paul Bissonnette (* 1985), Eishockeyspieler
- Nathan Horton (* 1985), Eishockeyspieler
- Cal Clutterbuck (* 1987), Eishockeyspieler
- Natalie Mastracci (* 1989), Ruderin
- Palmer Taylor (* 1992), Snowboarderin
- Trevor Kiers (* 1997), Biathlet